# Mercedes Mafla
Mercedes Mafla Simon (Quito, 1966) es una ensayista, novelista e investigadora ecuatoriana.

## Biografía
Después de estudiar leyes en la Pontificia Universidad Católica del Ecuador, obtuvo una Maestría en Filología Hispánica por el Consejo Superior de Investigaciones Científicas (España) y un doctorado en literatura, por la Pontificia Universidad Católica del Ecuador. Fue parte del Comité Ejecutivo de Publicaciones del Centro de Publicaciones de la misma universidad.
Ha publicado textos en las revistas Ulrika de Colombia, Hispamérica de Estados Unidos, Con/texto de Ecuador, Ómnibus de Chile, Espéculo: Revista de Estudios Literarios y en la sección Libros de los diarios El Comercio y Hoy de Quito. En 1998 prologó la selección de cuentos, Un extraño en el puerto, de Javier Vásconez publicada por Alfaguara de España.
Su trabajo crítico ha sido alabado, entre otros, por Christopher Domínguez Michael.